# Casatejada (stacja kolejowa)
Casatejada (hiszp. Estación de Casatejada) – stacja kolejowa w miejscowości Casatejada, w prowincji Cáceres, we wspólnocie autonomicznej Estremadura, w Hiszpanii. Obsługuje pociągi średniego dystansu Renfe.

## Położenie stacji
Znajduje się na Madryt – Valencia de Alcántara w km 211,7, pomiędzy stacjami Navalmoral de la Mata i Monfragüe.

## Historia
Stacja została otwarta w dniu 1 lutego 1879, po otwarcia do ruchu linii Navalmoral de la Mata-La Bazagona, linii która połączyła stolicę Hiszpanii z Malpartida de Plasencia i dalej z granicą portugalskiej przez Badajoz. Prace zostały przeprowadzone przez Compañía del Ferrocarril del Tajo. W 1880 roku spółka ta stała się znana pod skrótem MCP, od trasy Madryt-Cáceres-Portugalia po ukończeniu prac Madryt-Malpartida, Malpartida-Cáceres i Cáceres-granica. Pomimo tak ważnej trasy, przedsiębiorstwo kolejowe nigdy nie cieszyło się dobrymi wynikami finansowymi. Przejęte zostało przez państwo w 1928 roku, aby stworzyć Compañía Nacional de los Ferrocarriles del Oeste. W 1941 roku, w wyniku nacjonalizacji kolei w Hiszpanii, stała się częścią nowo utworzonego RENFE.
Od 31 grudnia 2004 Renfe Operadora zarządza liniami, podczas gdy Adif jest właścicielem obiektów kolejowych.

## Linie kolejowe
- Madryt – Valencia de Alcántara

## Połączenia
Na tej stacji zatrzymują się wszystkie pociągi regionalne, Regional Exprés (dawniej zwane TRD), MD i Intercity linii 52. Torrijos ma bezpośrednie połączenie do Huelva, Badajoz, Cáceres, Mérida, Plasencia, Talavera de la Reina i Madrytu.
| Linia MD | Pociągi            | Z/Do                    |  | Do/Z                     |
| -------- | ------------------ | ----------------------- |  | ------------------------ |
|          | Intercity          | Madrid-Atocha Cercanías |  | Huelva Zafra             |
|          | Intercity          | Madrid-Atocha Cercanías |  | Badajoz                  |
| 52       | MD Regional Exprés | Madrid-Atocha Cercanías |  | Mérida Cáceres Plasencia |